# Gabriele Metzler
Gabriele Metzler (* 7. September 1967 in Rheinfelden) ist eine deutsche Historikerin. Sie hat seit 2007 den Lehrstuhl für Geschichte Westeuropas und der transatlantischen Beziehungen an der Humboldt-Universität zu Berlin inne.

## Leben
Gabriele Metzler studierte von 1986 bis 1992 Neuere Geschichte, Politikwissenschaft und Öffentliches Recht an den Universitäten Tübingen und München sowie an der London School of Economics. Sie schloss ihr Studium 1992 mit dem Magister Artium ab. 1994 erfolgte mit einer Arbeit über die britische Europapolitik im 19. Jahrhundert ihre Promotion zum Dr. phil. in Tübingen. Anschließend war sie von 1994 bis 1995 Visiting Scholar an der University of California, Berkeley und danach von 1995 bis 2000 Mitarbeiterin am Tübinger Seminar für Zeitgeschichte. Als Schloeßmann-Stipendiatin der Max-Planck-Gesellschaft arbeitete sie 2000 und 2001 am MPI für Gesellschaftsforschung in Köln sowie am MPI für europäische Rechtsgeschichte in Frankfurt am Main. 
2002 folgte ihre Habilitation in Tübingen mit der Arbeit Konzeptionen politischen Handelns von Adenauer bis Brandt. Anschließend lehrte sie in Tübingen als Privatdozentin und ab 2005 als außerplanmäßige Professorin. Sie war Leiterin der wissenschaftlichen Nachwuchsgruppe der VolkswagenStiftung „Regieren im 20. Jahrhundert“ am Seminar für Zeitgeschichte Tübingen. Zum Wintersemester 2007/2008 nahm sie einen Ruf auf den Lehrstuhl für Geschichte Westeuropas und der transatlantischen Beziehungen, als Nachfolgerin des aus dem Lehrbetrieb ausscheidenden Clemens August Wurm, an der Humboldt-Universität zu Berlin an. Im akademischen Jahr 2022/23 war sie Richard von Weizsäcker-Professorin am St Antony’s College in Oxford.
2024 wurde sie als Mitglied der Wissenschaftlichen Kommission in den Wissenschaftsrat berufen.
Ihre Forschungsschwerpunkte sind der Wandel von Staatlichkeit in Westeuropa und den USA seit 1945, die Wirkungen der Dekolonisierung auf die westeuropäischen Gesellschaften nach 1945 sowie die Geschichte des staatlichen Umgangs mit politischer Gewalt. 

## Schriften (Auswahl)
- Großbritannien – Weltmacht in Europa. Handelspolitik im Wandel des europäischen Staatensystems 1856 bis 1871 (= Studien zur Internationalen Geschichte, Band 3). Akademie, Berlin 1997.
- Internationale Wissenschaft und nationale Kultur. Deutsche Physiker in der internationalen Community, 1900–1960. Vandenhoeck & Ruprecht, Göttingen 2000.
- Der deutsche Sozialstaat. Vom Bismarckschen Erfolgsmodell zum Pflegefall. DVA, Stuttgart/München 2003.
- Einführung in das Studium der Zeitgeschichte. Schöningh/UTB, Paderborn 2004.
- Konzeptionen politischen Handelns von Adenauer bis Brandt. Politische Planung in der pluralistischen Gesellschaft. Schöningh, Paderborn 2005.
- Zeitgeschichte. Begriff – Disziplin – Problem, Version: 1.0. In: Docupedia-Zeitgeschichte, veröffentlicht am 7. April 2014.
- (Hrsg.) mit Dirk Schumann: Geschlechter(un)ordnung und Politik in der Weimarer Republik. Dietz, Bonn 2016.
- Der Staat der Historiker. Staatsvorstellungen deutscher Historiker seit 1945. Suhrkamp, Berlin 2018.